# Barthélemy Charles Joseph Dumortier
Barthélemy Charles Joseph Du Mortier ( ou Dumortier ) ( Tournai, 3 de abril de 1797 – Tournai, 9 de junho de 1878 ) foi um botânico, naturalista e político belga.

## Obras
- Commentationes botanicae. Observations botaniques (imprimerie de C. Casterman-Dieu, Tournay, 1823).
- Observations sur les graminées de la flore de Belgique (J. Casterman aîné, Tournay, 1823).
- Analyse des familles des plantes, avec l'indication des principaux genres qui s'y rattachent (J. Casterman aîné, Tournay, 1829).
- Lettres sur le manifeste du Roi et les griefs de la nation, par Belgicus (J. Casterman aîné, Tournay, 1830).
- Sylloge Jungermannidearum Europae indigenarum, earum genera et species systematice complectens (J. Casterman aîné, Tournay, 1830).
- Recherches sur la structure comparée et le développement des animaux et des végétaux (M. Hayez, Bruxelles, 1832).
- Essai carpographique présentant une nouvelle classification des fruits (M. Hayez, Bruxelles, 1835).
- La Belgique et les vingt-quatre articles (Société nationale, Bruxelles, 1838).
- Observations complémentaires sur le partage des dettes des Pays-Bas (Société nationale, Bruxelles, 1838).